# Organdonation
Organdonation er donation af organer til kritisk syge, som har behov for en organtransplantation for at kunne overleve. Vitale organer som hjerte, nyre, lever og lunger kan doneres fra afdøde og transplanteres til kritisk syge, som står på venteliste til et nyt organ.
Det er som levende muligt at donere én nyre til en nyresyg person.

## Organdonation i Danmark
Siden 1960’erne har det været muligt at transplantere en nyre fra afdøde i Danmark. Efter indførelsen af hjernedødskriteriet i 1990 blev det muligt i Danmark også at transplantere hjerte, lever og lunger fra afdøde.
Danmark deltager i et internationalt samarbejde om organdonation med de andre nordiske lande gennem Scandiatransplant. Samarbejdet gør det muligt at udveksle organer, hvis en patient har et særligt akut behov, eller hvis der er organer, som ikke har en umiddelbar modtager i samme land.
Kun få hundrede dør hvert år på en måde, så organdonation bliver en mulighed. For at kunne donere sine organer efter sin død, skal en række betingelser være opfyldte. Organdonation bliver først en mulighed, hvis man dør af en skade i hjernen, er lagt i respirator, bliver erklæret død og der er samtykke til organdonation fra en selv eller ens familie. .
I Danmark anvendes informeret samtykke til organdonation. Det betyder, at du selv eller din familie skal give tilladelse til organdonation. 2 ud af 3 danskere (65%) har sikret sig, at deres holdning bliver kendt ved enten at tale med familien, udfylde et donorkort eller registrere sig i Donorregistret. Det er 3 lige juridisk gyldige måder at tilkendegive sin holdning på.
Alle danskere over 18 år har mulighed for selv at tage stilling til, om deres organer skal doneres. Alle kan tilkendegive deres holdning i Donorregistret på www.sundhed.dk, uanset alder, livsstil og helbred. Lægerne vil altid foretage en individuel, konkret vurdering.
På nationalt plan arbejder videnscenteret Dansk Center for Organdonation med at dokumentere og optimere indsatsen på landets hospitaler og oplyser om organdonation i befolkningen sammen med Sundhedsstyrelsen og en række af landets patientforeninger.